# Жан Галліс
Жан Галліс (фр. Jean Gallice, нар. 13 травня 1949, Бордо) — французький футболіст, що грав на позиції півзахисника, зокрема за «Бордо» та національну збірну Франції. 
По завершенні ігрової кар'єри — тренер.

## Клубна кар'єра
У дорослому футболі дебютував 1969 року виступами за команду «Ангулем», в якій провів два сезони, взявши участь у 62 матчах чемпіонату. 
Своєю грою за цю команду привернув увагу представників тренерського штабу клубу «Бордо», до складу якого приєднався 1971 року. Відіграв за команду з Бордо наступні шість сезонів своєї ігрової кар'єри. Більшість часу, проведеного у складі «Бордо», був основним гравцем команди.
Згодом з 1977 по 1980 рік грав за «Ліон» та «Безансон».
Завершував ігрову кар'єру в друголіговому «Лібурні», за яку виступав протягом 1980—1984 років.

## Виступи за збірну
1974 року дебютував в офіційних матчах у складі національної збірної Франції.
Загалом протягом трирічної кар'єри в національній команді провів у її формі 7 матчів, забивши один гол.

## Кар'єра тренера
Протягом 2004–2005 років тренував юнацьку збірну Франції U-19. Під його керівництвом французи здобули перемогу на юнацькрму чемпіонаті Європи 2005 року.